# Raphael Claus
Raphael Claus (Santa Bárbara d'Oeste, 6 settembre 1979) è un arbitro di calcio brasiliano.

## Carriera
Nel 2012 esordisce in Série A, dirigendo Palmeiras - Portuguesa.
Nel 2015 viene inserito nella lista degli arbitri FIFA e il 12 agosto 2015 dirige il suo primo match da internazionale tra LDU Loja - Santa Fe, valida per la fase a gironi di Coppa Sudamericana.
Dal 2016 al 2018 viene eletto miglior arbitro del Campeonato Brasileiro Série A 2016, del Campeonato Brasileiro Série A 2017 e del Campeonato Brasileiro Série A 2018.
Nel 2019 dirige la finale di andata di Coppa del Brasile tra Athl. Paranaense e Internacional.
Nel 2022 viene designato tra gli arbitri che officeranno nel campionato del mondo 2022.